# Litsea mackeei
Litsea mackeei är en lagerväxtart som beskrevs av André Joseph Guillaume Henri Kostermans. Litsea mackeei ingår i släktet Litsea och familjen lagerväxter. Inga underarter finns listade i Catalogue of Life.